# Fusil Springfield Modèle 1855

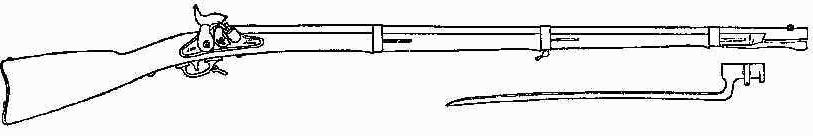
Croquis d'un mousquet rayé et d'une baïonnette Springfield modèle 1855 tiré des "Règles de gestion et de nettoyage du fusil - Modèle 1855" Washington Government Printing Office, 1862

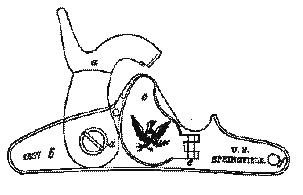
Croquis d'un mécanisme de verrouillage de mousquet rayé Springfield modèle 1855 tiré des "Règles de gestion et de nettoyage du fusil - Modèle 1855" Washington Government Printing Office, 1862

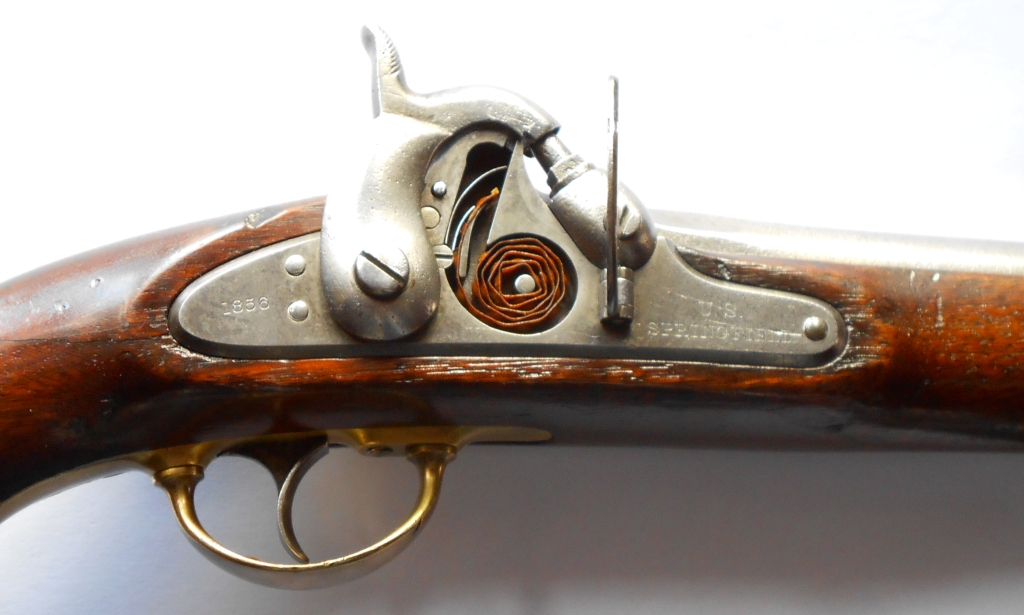
Springfield modèle 1855 avec mécanisme d'amorçage de bande Maynard

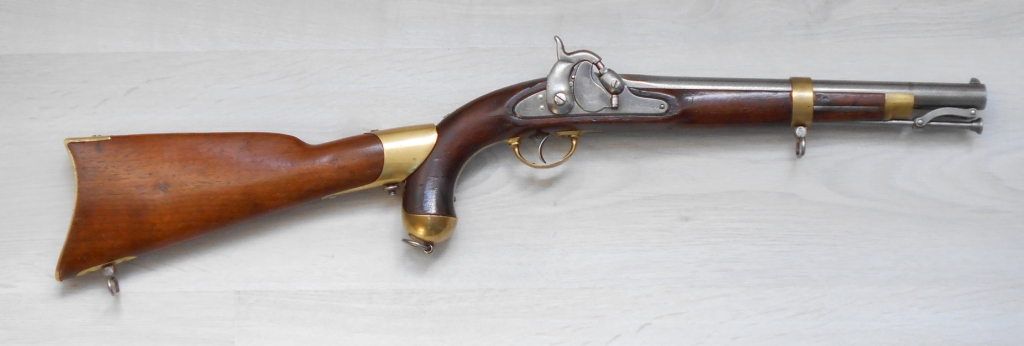
Pistolet-carabine Springfield modèle 1855

Le fusil Springfield Model 1855 était un mousquet rayé largement utilisé pendant la guerre de Sécession par les 2 belligérants. Il exploitait les avantages de la nouvelle ogive conique Minié inventée par les Français, qui pouvait être mortelle à plus de 1 000 yards (914 m) . C'était une arme d'infanterie standard pour l'Union et les Confédérés, jusqu'à ce que le modèle Springfield 1861 le remplace, permettant de se passer de l'utilisation de l'amorce de bande Maynard insuffisamment résistante aux intempéries et peu fiable.

## Origines
Le modèle 1855 Springfield était un mousquet rayé / fusil utilisé au milieu du XIXe siècle, principalement aux États-Unis par les États du nord et les États confédérés. Il a été fabriqué par le Springfield Armory dans le Massachusetts et au Harpers Ferry Armory en Virginie (l'actuelle Virginie-Occidentale ) avec le Whitney Armory.
Les mousquets antérieurs étaient pour la plupart des armes conçues avec des platines à silex et un canon à âme lisse. Dans les années 1840, les platines à silex, peu fiables par temps humide, commençaient à être remplacées par des platines à percussion beaucoup plus fiables et résistantes aux intempéries. Le canon à âme lisse et la balle ronde imprécise ont été également remplacés par des canons rayés et la balle Minié nouvellement inventée en France. Alors que les mousquets plus anciens avaient une portée effective d'environ 50-100 m, le modèle 1855 avait une portée effective de 400 yards (365,76 m) et pouvait être mortel à plus de 1 000 yards (914,4 m).
Le canon était d'un calibre de .58, ce qui était plus petit que les précédentes armes de ce type. Le Springfield Model 1816 et tous ses successeurs jusqu'au Springfield Model 1842 étaient de calibre .69, mais des tests ont montré aux instances américaines qu'un plus petit calibre, tel que le .58, était préférable avec le nouveau profil des balles Minié.
Le modèle 1855 utilisait également le système d'amorce à bande Maynard, qui était une tentative infructueuse d'amélioration du système de capsule à percussion qui avait été précédemment développé et qui équipait la plupart des armes développées à l'époque. Au lieu d'utiliser des capsules individuelles qui devaient être remplacées pour chaque tir, le système Maynard utilisait une bande qui était automatiquement alimentée à chaque fois que le marteau était armé, de la même manière que fonctionne un pistolet à pétard pour enfant moderne. Alors que la poudre et la balle Minié devaient encore être chargées de manière conventionnelle par la bouche du canon, le système de bande a été conçu pour automatiser la mise en place de l'amorçage et donc accélérer la cadence de tir globale de l'arme en raccourcissant cette opération.
Le système de bande Maynard a donné au modèle 1855 une bosse unique sous le marteau de l'arme. L'arme pouvait également être amorcée de la manière conventionnelle avec des capsules à percussion standard si la bande d'amorce Maynard n'était pas disponible. Le secrétaire à la guerre de l'époque, Jefferson Davis, a autorisé l'adoption du système Maynard pour le modèle 1855.
Cependant, sur le terrain, l'amorce de bande Maynard s'est avérée peu fiable et assez sensible. Des tests effectués entre 1859 et 1860 ont révélé que la moitié des amorces avaient des ratés et ont également signalé que les ressorts permettant d'alimenter le système en amorces ne fonctionnaient pas bien.
Le plus gros problème était la bande elle-même. Bien qu'elles soient annoncées comme imperméables par son créateur et le fabricant, les bandes de papier se sont avérées sensibles à l'humidité et à la pluie. Une tentative a été faite pour remédier à ce problème en fabriquant les bandes d'amorces en aluminium, mais malgré un légère amélioration de la fiabilité, le département des munitions de l'armée américaine a abandonné le système Maynard et est revenu au système à percussion standard pour les mousquets rayés ultérieurs comme le modèle 1861.
La plupart des mousquets rayés modèle 1855 ont été utilisés tout au long de la guerre civile avec des amorces à percussion standard, le système Maynard ayant rapidement disparu après son abandon par les États-Unis.
Approximativement, 75 000 mousquets rayés modèle 1855 ont été produits aux États-Unis.
Les machines nécessaires à la fabrication des mousquets rayés modèle 1855, à Harpers Ferry, ont été capturées par l'armée confédérée au début de 1861. Les machines ont été transportées à Richmond Armory, où elles ont formé l'épine dorsale de la capacité de fabrication d'armes des États confédérées. La machinerie servant à la production du mousquet rayé a été transportée à Fayetteville Arsenal, en Caroline du Nord, où elle a également été utilisée pour une production d'armes importante tout au long de la guerre. En raison de l'utilisation des machines d'arsenal d'origine, les fusils Richmond et les fusils Fayetteville étaient deux des meilleures armes produites par la Confédération durant le conflit.
Le modèle 1855 fut produit de 1856 à 1860 et était l'arme à feu standard de l'armée régulière dans les années précédant la guerre civile.
Le besoin d'un grand nombre d'armes au début de la guerre civile américaine a vu le modèle 1855 être simplifié par la suppression du système d'amorce à bande Maynard et quelques autres modifications mineures pour le rendre moins cher et plus facile à fabriquer, créant ainsi son successeur omniprésent par la suite sur les champs de bataille, le modèle 1861. Le modèle 1855 était la meilleure arme disponible au début du conflit car il a fallu un certain temps pour que les modèles 1861 soient fabriqués et atteignent réellement le terrain. Cependant, moins de 80 000 mousquets rayés modèle 1855 avaient été fabriqués au début de la guerre. Certains d'entre eux ont été détruits lorsque l'armée confédérée a capturé l'arsenal de Harpers Ferry en avril 1861, et plusieurs milliers d'autres sont tombés aux mains du Sud. Environ 10 000 mousquets rayés avaient également été expédiés en Californie et étaient donc inutilisables pour soutenir l'effort de guerre de l'Union.

## Première utilisation
Le modèle 1855 a été testé pour la première fois en septembre 1858 dans le nord-ouest du Pacifique lors de la bataille des quatre lacs (plaines de Spokane) où les tribus amérindiennes du Nord étaient largement plus nombreuses que les troupes américaines. Les Amérindiens ont été décimés par des troupes américaines armées du mousquet rayé modèle 1855 avant d'être à portée avec leurs canons lisses. Le lieutenant Lawrence Kip a noté : "C'est étrange à dire, aucun de nos hommes n'a été blessé [...] Cela était dû aux fusils à longue portée maintenant utilisés pour la première fois par nos troupes [...] Si ces hommes avaient été armés de ceux utilisés précédemment, le résultat du combat, quant à la perte de notre côté, aurait été bien différent, car l'ennemi était plus nombreux que nous et avait tout le courage que nous sommes habitués à attribuer aux sauvages indiens. Mais ils ont été pris de panique par l'effet de nos tirs à de si grandes distances." 

## Variantes
Le modèle 1855 est généralement appelé mousquet rayé, car il avait la même longueur que les mousquets qu'il a remplacés. Il avait un long canon de 40 pouces (101,6 cm), et une longueur totale de 56 pouces (142,24 cm) . Trois cerclages maintenaient le canon au fût en bois. Une version plus courte à 2 cerclages, généralement appelée fusil Harpers Ferry modèle 1855, a également été produite. Ce fusil plus court avait un  canon de 33 pouces (83,82 cm) et une longueur totale de 49 pouces (124,46 cm).
Un pistolet-carabine du modèle 1855 a également été développé et produit en 4022 exemplaires.
Le mousquet rayé modèle 1855 a été modifié en 1858 pour inclure une mire arrière plus simple (le type rabattable typique), une boîte sur le côté de la crosse et un bouchon en fer pour remplacer celui en laiton. Cette variante est parfois appelée Type II, le modèle précédent étant désigné Type I. 